# Central Islip
Central Islip es un lugar designado por el censo ubicado dentro del pueblo de Islip, en el condado de Suffolk (Nueva York, Estados Unidos). Según el censo del año 2010, tiene una población de 34,450 habitantes.

## Geografía
Central Islip se encuentra ubicado en las coordenadas 40°47′3″N 73°11′57″O / 40.78417, -73.19917. Según la Oficina del Censo, la ciudad tiene un área total de 18,4 km², formados en su totalidad por tierra.

## Demografía
Según la Oficina del Censo en 2000 los ingresos medios por hogar en la localidad eran de $55,504, y los ingresos medios por familia eran $57,252. Los hombres tenían unos ingresos medios de $35,187 frente a los $27,842 para las mujeres. La renta per cápita de la localidad era de $17,910. Alrededor del 11.4% de la población estaban por debajo del umbral de pobreza.

## Educación
El Distrito Escolar de Central Islip gestiona escuelas públicas.